# جوزپه سارتوره
جوزپه سارتوره (ایتالیایی: Giuseppe Sartore; ۳۱ مارس ۱۹۳۷ – ۳۰ مهٔ ۱۹۹۵) دوچرخه‌سوار اهل ایتالیا بود.